# Peter Binder (Neonazi)
Peter Binder (* 30. April 1967) ist ein österreichischer Neonazi und ehemaliger Aktivist der „Volkstreuen außerparlamentarischen Opposition“ (VAPO).

## Leben
Peter Binder besuchte die HTL (höhere technische Lehr- und Versuchsanstalt) in Mödling bei Wien. Er ist als Elektroingenieur ausgebildet. Hans-Henning Scharsach beschrieb ihn 1995 als „Waffennarr und Haider-Fan“. Er kam Ende der 1980er Jahre in die rechtsextreme Szene Österreichs und lernte so Gottfried Küssel kennen. Wegen NS-Wiederbetätigung wurde er erstmals im Dezember 1995 zu fünf Jahren Haft verurteilt. Binder wurde im Jänner 2018 in Passau wegen der Einfuhr von Waffen und Suchtmitteln zu einer zehnmonatigen Bewährungsstrafe verurteilt und im Juni 2018 erneut wegen NS-Wiederbetätigung zu einer Haftstrafe von über zwei Jahren.
Die österreichische Polizei beschlagnahmte im Dezember 2020 große Mengen an Waffen und Munition, darunter Sturmgewehre, Landminen und Maschinenpistolen, für deren Besitz Binder eine Haftstrafe von 7,5 Jahren erhielt. In Binders Wohnung wurden außerdem größere Mengen an NS-Devotionalien beschlagnahmt, für deren Besitz er 2022 zu weiteren dreieinhalb Jahren Gefängnis verurteilt wurde.